# Artigas
Pour les articles homonymes, voir Artigas (homonymie).
Le département d'Artigas est situé dans le nord de l'Uruguay. Le chef-lieu en est la ville d'Artigas, à 600 km de Montevideo.

## Géographie
Le Departamento de Artigas se situe à la frontière avec le Brésil, dont est-il séparé par le Rio Quaraí, et aussi à celle avec l'Argentine, dont il est séparé par le Rio Uruguay. Au sud du département, il y a celui de Salto
À l'extrême nord-ouest, la ville de Bella Unión (Belle Union) célèbre dans son nom la conjonction des rivières Cuareim et Uruguay, et la triple frontière des trois pays déjà cités.
Ce département montagneux est constitué principalement de laves et de basaltes. La zone est celle où le climat est le plus chaud et le plus humide du pays avec 20 °C de moyenne annuelle et 1 300 mm de précipitations par an.

## Histoire
Il a été créé en divisant en deux départements celui de Salto en 1884 en l'honneur du chef militaire José Gervasio Artigas.

## Population

### Villes les plus peuplées
Selon le recensement de 2004.
| Ville           | Population |
| --------------- | ---------- |
| Artigas         | 41 689     |
| Bella Unión     | 13 187     |
| Tomás Gomensoro | 2 818      |
| Baltasar Brum   | 2 472      |
| Las Piedras     | 2 164      |
| Pintadito       | 1 487      |

### Autres villes

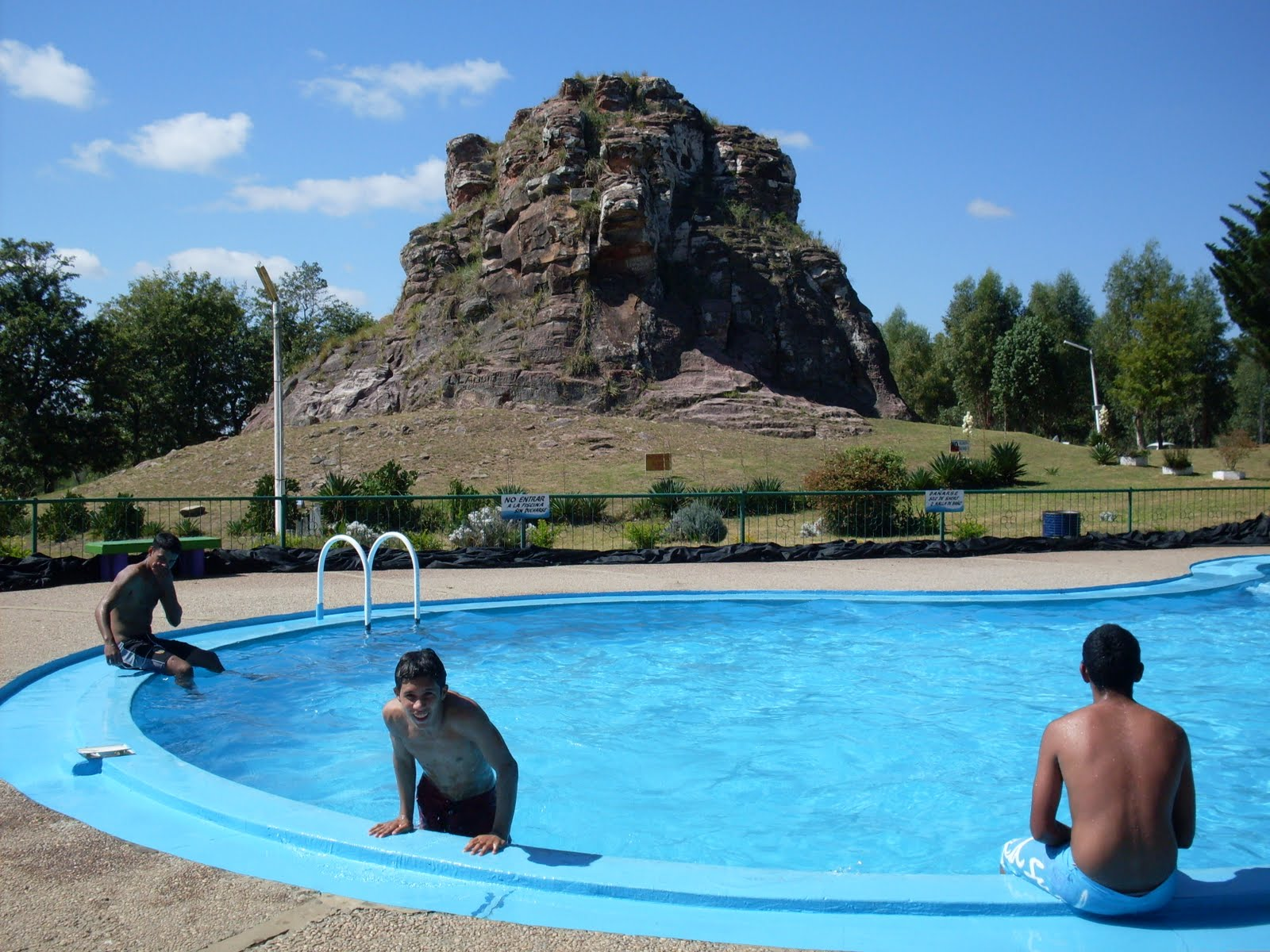
Piedra Pintada

| Ville                            | Population |
| -------------------------------- | ---------- |
| Sequeira                         | 970        |
| Franquia                         | 833        |
| Cuareim                          | 780        |
| Mones Quintela                   | 601        |
| Bernabé Rivera                   | 524        |
| Cerro Ejido                      | 516        |
| Paso Campamento                  | 516        |
| Javier de Viana                  | 469        |
| Cainsa                           | 420        |
| Colonia Palma                    | 416        |
| Portones de Hierro y Campodónico | 404        |
| Topador                          | 205        |
| Cerro Signorelli                 | 192        |
| Cuaró                            | 116        |
| Cerro San Eugenio                | 95         |
| Calnú                            | 32         |
| Paso Farías                      | 27         |

## Économie
La Belle Union a été la protagoniste d'un fort développement économique de la région avec comme base l'exploitation de la canne à sucre et de divers produits d'origine agricole (légumes congelés, etc.). Elle est actuellement entrée dans une crise grave et est devenue l'une des zones les plus attardée économiquement et socialement.
L'économie d'Artigas, est essentiellement et traditionnellement l'élevage, complété avec l'agriculture pour nourrir la population locale mais aussi destiné à l'exportation, il faut aussi noter l'exploitation de la forêt. La plus grande partie du territoire est en effet une vaste exploitation destinée à l'élevage dont les viandes, en salaison, congelées ou refroidies, sont avec les animaux vivants, la production principale. Dans les vallées, et près des principales villes, on cultive des agrumes, le coton, la canne à sucre, les céréales et les arbres fruitiers, il y a aussi des exploitations particulières, connue sous le nom de tambo (des auberges vaquería, consacrée à la production de lait et à ses dérivés).